# Organización Europea de Biología Molecular
La Organización Europea de Biología Molecular (EMBO) (en inglés, European Molecular Biology Organization) es una organización profesional y sin ánimo de lucro, integrada en 2020 por más de 1 800 científicos. Su objetivo es promover la investigación en las ciencias de la vida y permitir el intercambio internacional entre científicos. Organiza cursos, talleres y conferencias, publica revistas científicas y apoya a científicos y proyectos individuales. La organización se creó en 1964 y es miembro fundador de la Iniciativa para la Ciencia en Europa. En 2020 ocupa la dirección de la EMBO María Leptin, bióloga del desarrollo de la Universidad de Colonia, Alemania.

## Conferencias y revistas
La organización realiza más de noventa reuniones que atraen a más de once mil participantes cada año. Así mismo publica cinco revistas científicas revisadas por expertos: The EMBO Journal, EMBO Reports, Molecular Systems Biology, EMBO Molecular Medicine, y Life Science Alliance.

## Historia
La Organización Europea de Biología Molecular (EMBO) fue oficialmente fundada en julio de 1964 después de que un grupo de biólogos europeos discutiera la idea anteriormente en una reunión en Ravello. En esa reunión se establecieron los objetivos iniciales de la entidad, que consistían en crear un laboratorio central europeo para las ciencias de la vida e incrementar las interacciones científicas entre los investigadores en Europa. En el mismo encuentro de Ravello se eligió a Max Perutz como primer presidente y a John Kendrew como secretario general.
Inicialmente fueron elegidos ciento cuarenta biólogos como miembros y en 1969 se creó como cuerpo político la Conferencia Europea de Biología Molecular integrada en ese momento por catorce países. Desde 1964, los científicos miembros han sido elegidos anualmente en base a la excelencia en la investigación. Actualmente (2020) hay más de 1800 miembros, 88 de los cuales han recibido un Premio Nobel. Desde 2018, la organización cuenta con treinta Estados miembros, dos Estados miembros asociados (India, Singapur) y dos socios de cooperación (Chile (CONICYT), Taiwán (Ministerio de Ciencia y Tecnología y la Academia Sinica)).
En su trayectoria destaca el lanzamiento de la primera revista, The EMBO Journal, en 1982; en 1986 se estableció una medalla de oro, la EMBO Gold Medal como premio anual para jóvenes científicos; el Programa de Jóvenes Investigadores, que concede becas a jóvenes profesores, se estableció en 2000 y se lanzaron otras tres revistas en los años siguientes: EMBO Reports, Molecular Systems Biology y EMBO Molecular Medicine. En 2009, María Leptin fue nombrada quinta directora de la organización.
Entre las organizaciones afiliadas a la EMBO se encuentran el Laboratorio Europeo de Biología Molecular (EMBL) y la Federación de Sociedades Bioquímicas Europeas (FEBS) que, al igual que la EMBO, operan principalmente en el Espacio Europeo de Investigación (ERA).